# Braunwalder Klettersteig

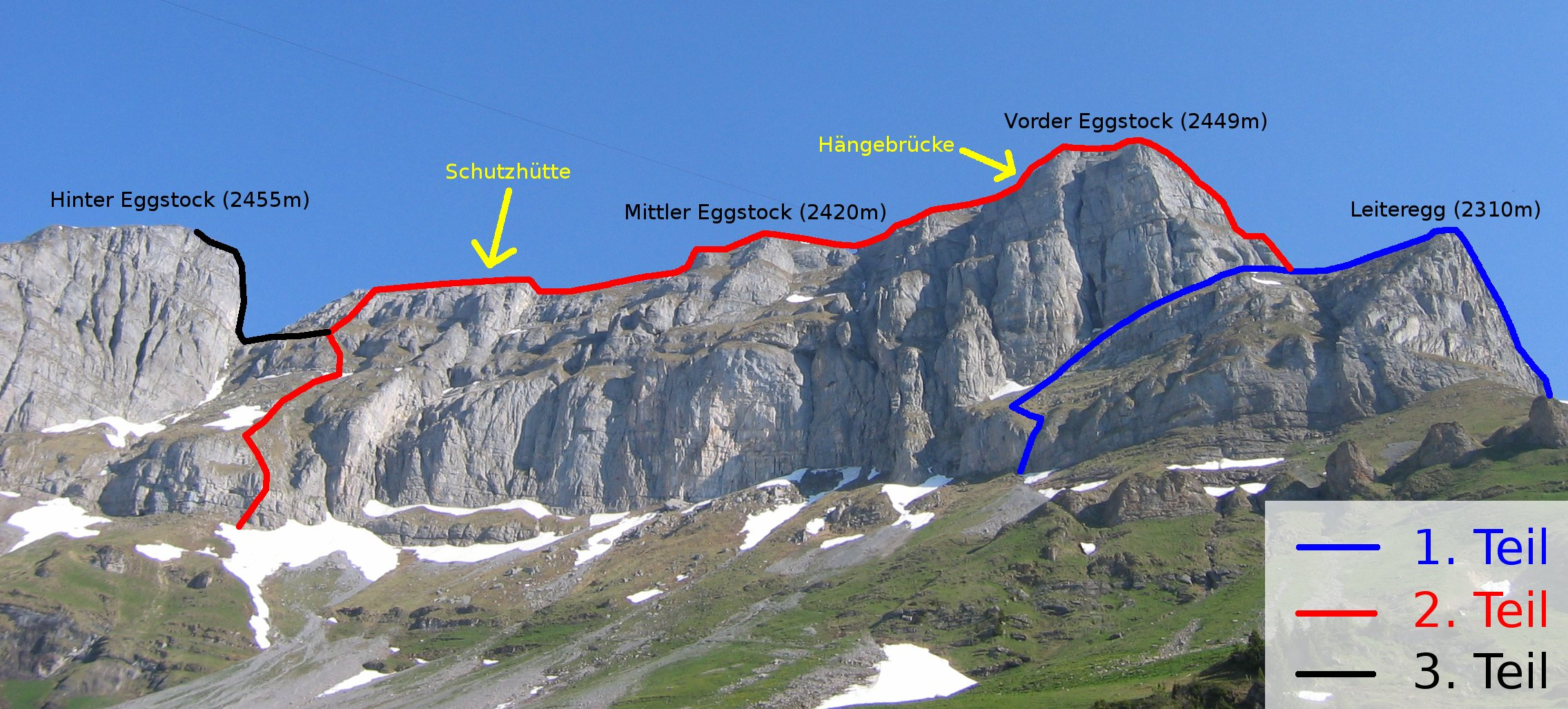
Übersicht über den Braunwalder Klettersteig mit schematischer Darstellung der Routen

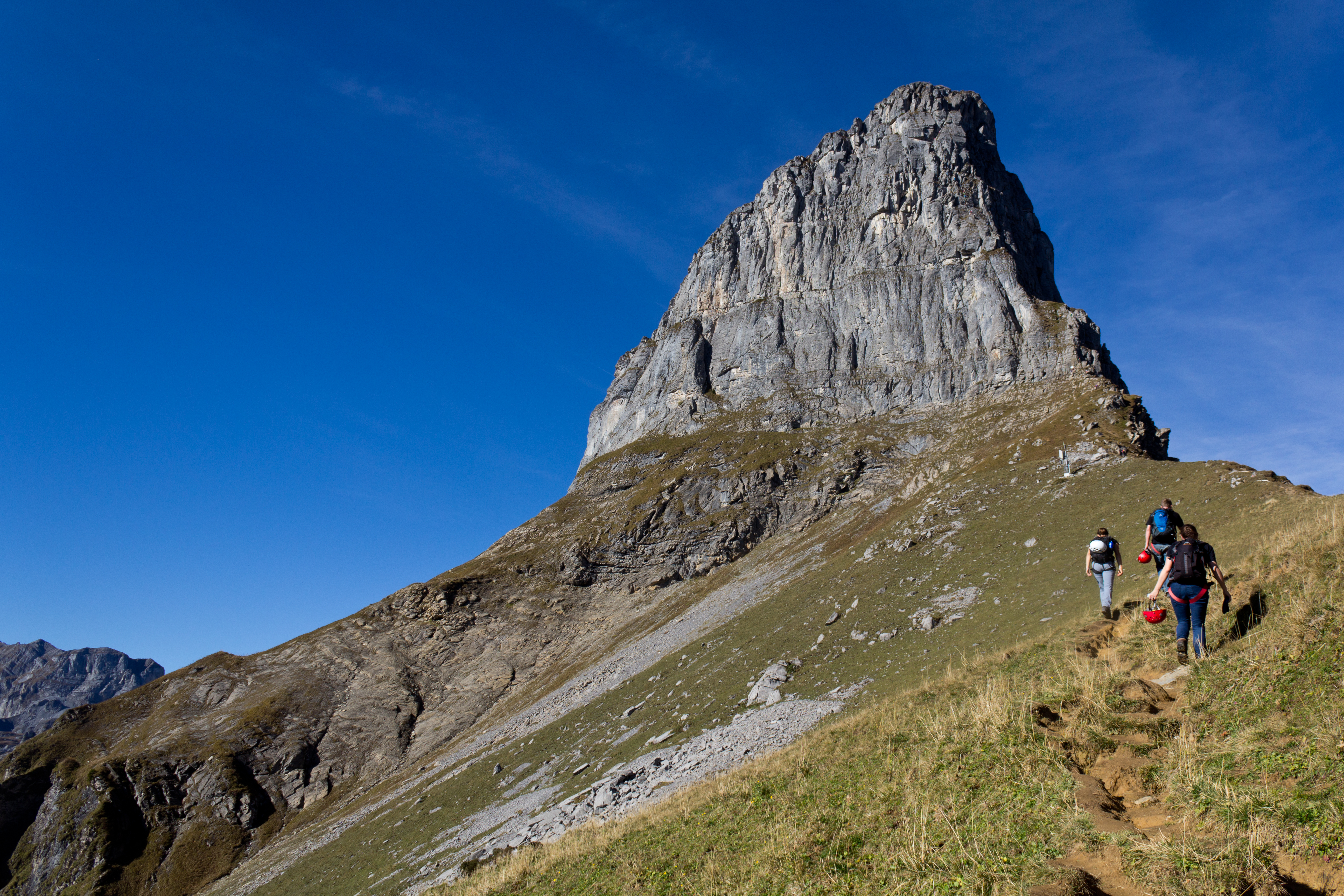
Leiteregg

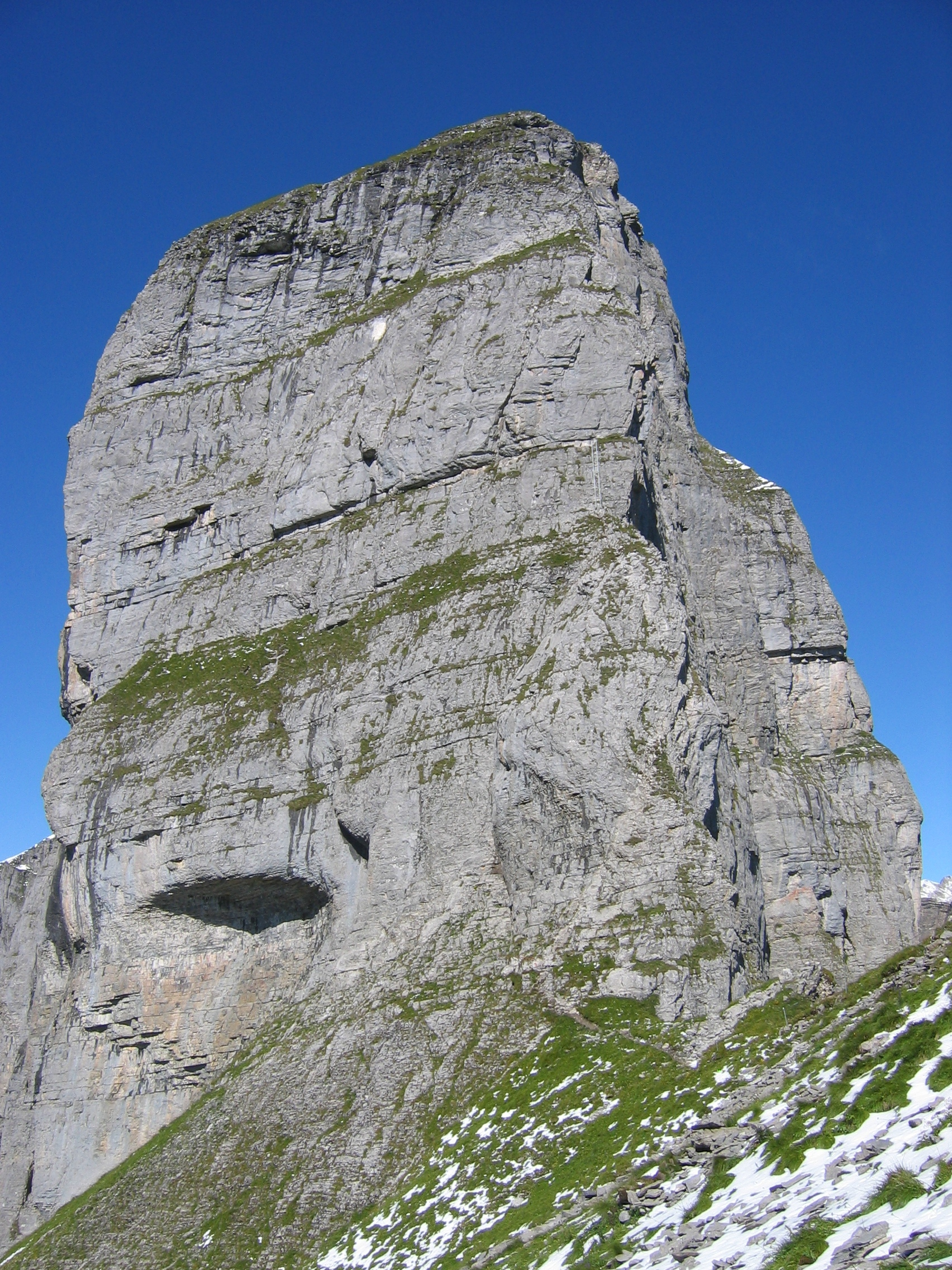
Vorder Eggstock vom Leiteregg aus gesehen

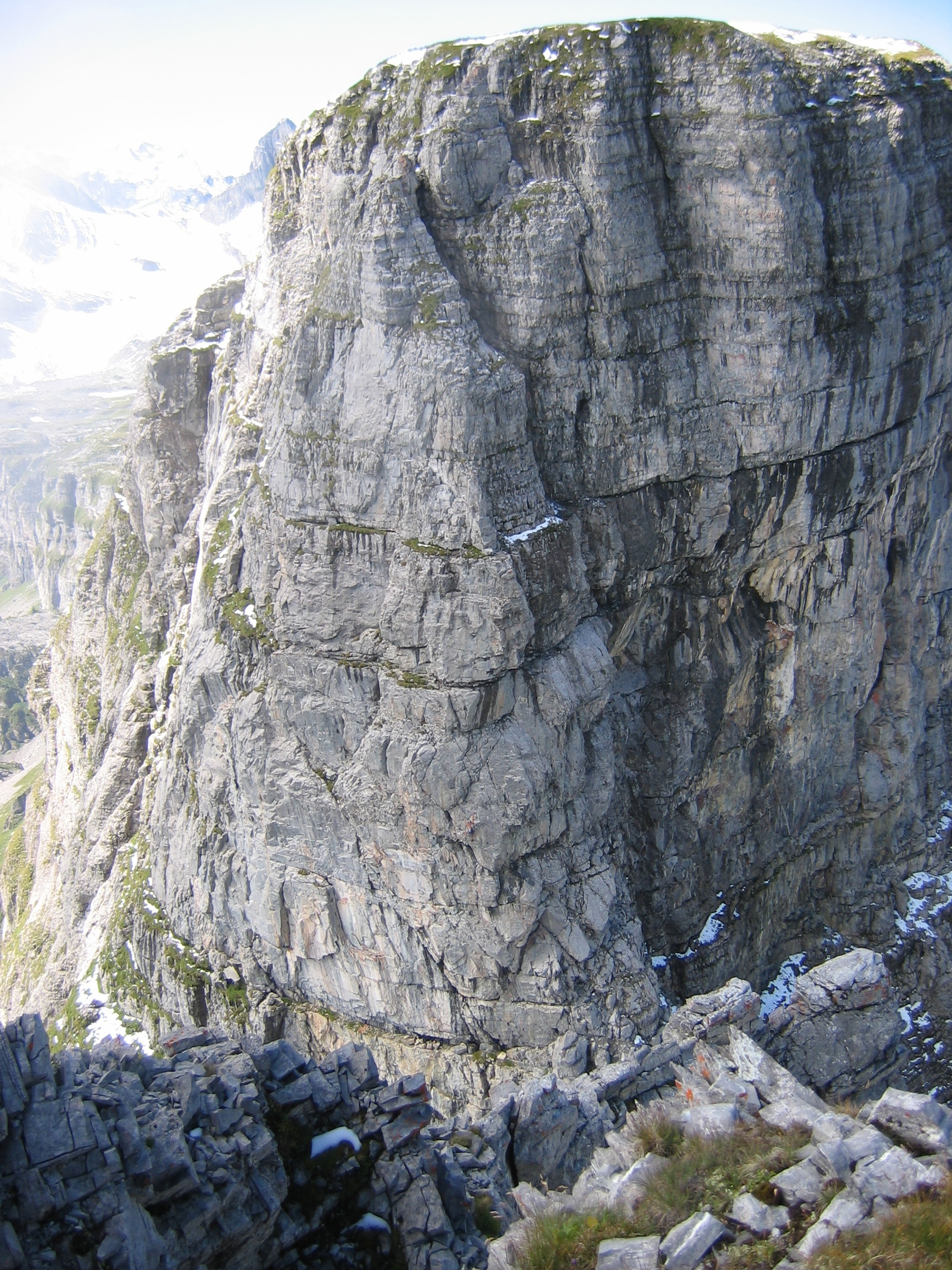
Hinter Eggstock vom Mittler Eggstock aus gesehen

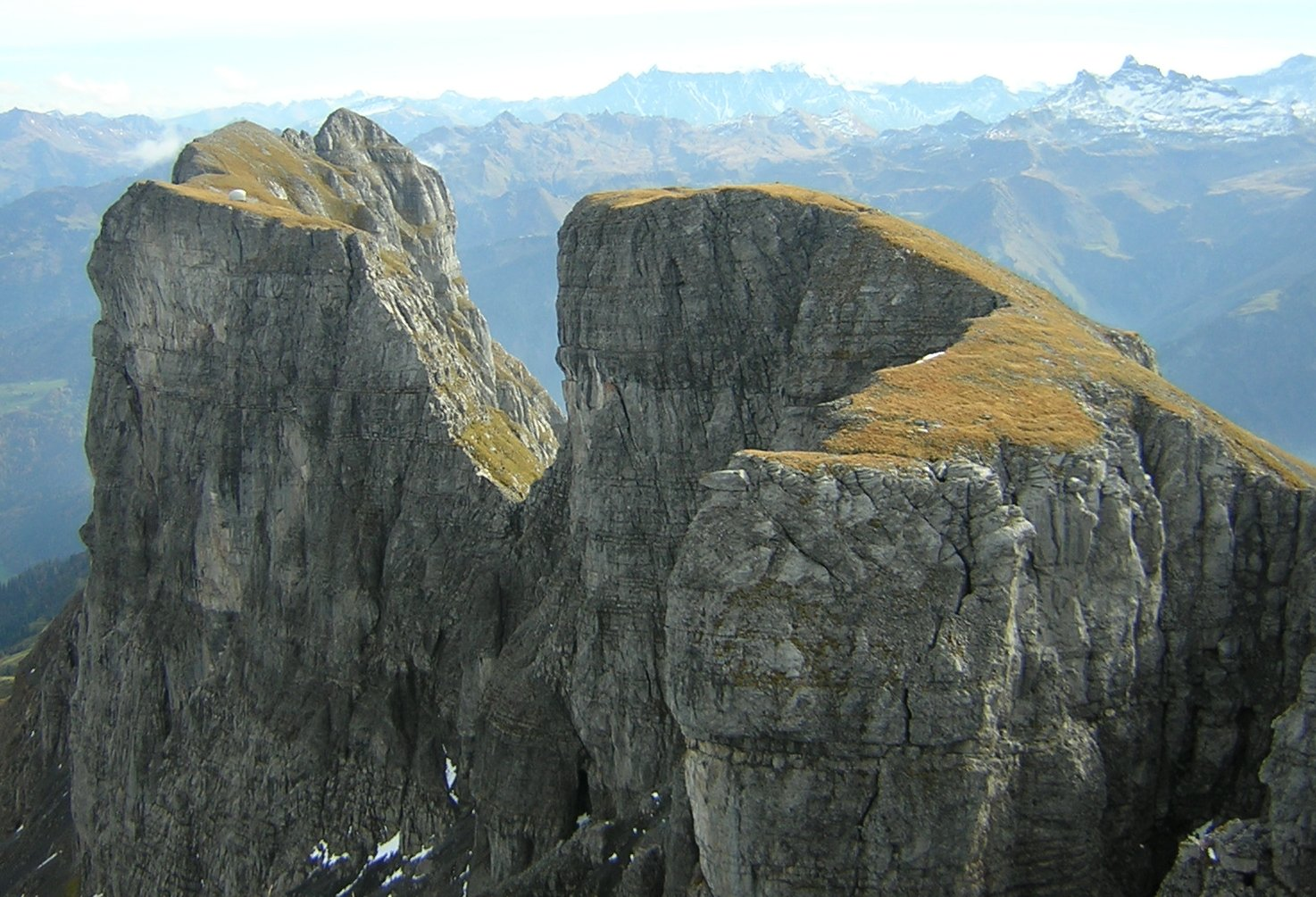
Blick über Hinter, Mittler und Vorder Eggstock vom Hinter Eggstock aus

Der Braunwalder Klettersteig führt in drei Abschnitten über die Eggstöcke im Norden Braunwalds in den Glarner Alpen in der Schweiz. Die drei Abschnitte des Klettersteigs sind unterschiedlich schwierig, wobei der erste Teil am einfachsten, der letzte am schwierigsten ist.
Nach jedem Abschnitt gibt es eine Ausstiegsmöglichkeit, so dass sich die Variationen «erster Teil», «erster und zweiter Teil» sowie «alle drei Teile» ergeben.

## Entstehung
Die Abschnitte des Braunwalder Klettersteigs wurden nacheinander errichtet und eröffnet.
Der Braunwalder Klettersteig wurde vollständig über Spenden finanziert, wobei die wohl offensichtlichste Spende die «Charlotte-Bridge» zwischen Vorder und Mittler Eggstock im zweiten Teil des Klettersteigs ist, die vom kanadischen Ort Charlotte gesponsert wurde.

## Gehzeiten
Als Gehzeiten Gumen – Gumen ergeben sich ungefähr:
- 1. Teil: 2–4 Stunden
- 1. und 2. Teil: 4¼ – 6¼ Stunden
- alle drei Teile: 4½ – 6½ Stunden

## Route (Gumen–Gumen)
Beginnend beim Berggasthaus Gumen (1901 m) geht es zunächst nach Nordosten auf den Gumengrat, dem man in westlicher Richtung bis zum Einstieg des Klettersteigs am Fuss des Leitereggs (2148 m) folgt.
Hier beginnt der erste Teil des Braunwalder Klettersteigs. Er führt 170 Höhenmeter durch dessen Wand auf das Leiteregg. Nachdem man das Leiteregg überquert hat, bietet sich eine Ausstiegsmöglichkeit über den Südhang des Leitereggs.
Nun beginnt der zweite Teil des Klettersteigs zunächst mit einem 139 m hohen Aufstieg zum Vorder Eggstock. Von dort aus geht es über die Charlotte-Bridge und den Grat zum Mittler Eggstock. Hier folgt ein Abschnitt, der ohne Drahtseilsicherung aber mit orange-blauer Wegmarkierung über einfaches Wiesengelände zum westlichen Ende des Mittler Eggstocks führt. Auf dieser Wiese steht eine Schutzhütte, die optimal gegen Blitzschlag schützt, jedoch nur im Notfall für einen Aufenthalt genutzt werden sollte. Es folgt ein kurzer Abstieg bis zur Weggabelung, an welcher man entweder dem Ausstieg des zweiten Teils folgen oder zum Einstieg in den dritten Teil queren kann.
Der dritte Teil des Klettersteigs ist teilweise überhängend und trotz seiner relativ geringen Höhe von nur rund 60 Metern durchweg sehr anstrengend. Seine Schwierigkeit sollte deshalb nicht unterschätzt werden. Auf dem niedrigeren der beiden Gipfel des Hinter Eggstock angekommen führt ein blau-weiss markierter Bergweg auf den rot-weiss markierten Weg unterhalb des Bützi, auf welchem man zum Gumen zurückgelangt.